# Pierre D. Lacroix
 (août 2024).
Pour les articles homonymes, voir Lacroix.
Compléments
- Pionnier de l'illustration de science-fiction québécoise des années 1970, 1980 et 1990 ;
- Fondateur et éditeur de Carfax de 1984 à 1988.

Pierre D. Lacroix est un illustrateur de science-fiction et fantastique et un écrivain québécois, auteur de nouvelles, né le 18 avril 1950 à Hull au Québec (Canada).
Pionnier de l'illustration de science-fiction québécoise, il est aussi auteur-compositeur-interprète et guitariste.

## Biographie
Artiste visuel autodidacte, Pierre D. Lacroix voit son talent reconnu dès son jeune âge, quand le Prix Walt Disney pour le meilleur dessin lui est octroyé en 1964.
Après une longue période d'interruption artistique, il commence à produire des illustrations dans les domaines de la science-fiction et du fantastique dans Requiem, en octobre 1978. Depuis ce temps, il publie de nombreuses illustrations dans les revues et fanzines des genres précités et chez des éditeurs professionnels, aussi bien au Québec qu'au Canada anglais, en France et en Belgique.
Ce pionnier de l'illustration de science-fiction et fantastique au Québec obtient le Prix Boréal du meilleur illustrateur en 1982 pour l'ensemble de son œuvre.
Avec plusieurs expositions à son actif, que ce soit individuellement ou en groupe, Pierre D. Lacroix multiplie les réalisations, publiant des portfolios, des fanzines (Les Imagiers infos, Bédézine) et des albums de bandes dessinées.
C'est en 1984 que Pierre D. Lacroix crée le fanzine Carfax, sous-titré Les univers de l'étrange et surtout consacré au fantastique et à l'horreur. Il est le tout premier fanzine québécois à se spécialiser dans ces genres. Carfax marque la scène de la science-fiction et du fantastique québécois par son attitude et son parti-pris pour le premier degré, ainsi que par son courrier des lecteurs où son bouillant éditeur ne se gêne pas pour donner son opinion et répondre à ses détracteurs.
Son travail acharné sur Carfax se voit récompensé en 1987, lorsqu'il obtient le Prix Boréal du meilleur fanéditeur lors du Congrès Boréal à Longueuil.
Après 45 numéros, Lacroix arrête la publication de Carfax en 1988.
Ses dessins ornent les couvertures de Temps Tôt, de CSF, et d'Horrifique à plusieurs reprises au fil des années 1990.
Il est directeur de la collection Chacal aux Éditions Pierre Tisseyre, recherchiste-lecteur pour le Grand Prix de la science-fiction et du fantastique québécois et documentaliste-recherchiste pour une émission radiophonique portant sur la science-fiction à la radio de CIBL.
En 2000, après plus d'un millier d'illustrations publiées, il délaisse le domaine du graphisme pour se consacrer à la composition de chansons et de musiques instrumentales.
Il compte une dizaine de disques à son actif.
Pierre D. Lacroix vit en France depuis 2005.

### Illustration
Portfolios
- Lacroix[1], 1979, éditions Les Imagiers, Hull ;
- Transit, en collaboration avec Mario Giguère, 1980, éditions Les Imagiers, Hull ;
- Elles, 1981, éditions Les Imagiers, Hull ;
- Exit, 1981, éditions Les Imagiers, Hull ;
- Obsession, 1981, éditions Les Imagiers, Hull ;
- Univers fantastique de Lacroix[1], 1981, éditions Les Imagiers, Hull ;
- Contact, collectif, 1982, éditions Les Imagiers, Hull ;
- Femmes de rêves[1], 1983, éditions Les Imagiers, Hull ;
- Ricochet[6], œuvre complète de 1979 à 1983, 1983, éditions Les Imagiers, Hull.

Album collectif
- Les exilés du chronoscaphe, 1980, éditions du Bureau et Pour ta belle gueule d'ahuri, Québec.

Périodiques
Magazines
- Antarès, science-fiction et fantastique sans frontières, 1981-1988 ;
- Imagine..., revue de l'imaginaire québécois, 1979-1992 ;
- Phénix, science-fiction et fantastique sans frontières, 1989-1991 ;
- Requiem, revue québécoise de science-fiction et fantastique, 1978-1979 ;
- Solaris, revue québécoise de science-fiction et fantastique, 1979-1994 ;
- Somnambulle[7], revue de BD québécoises 1985.

Fanzines
- Carfax[1], les univers de l'étrange, 1984-1988 ;
- Horrifique 1993-2000 ;
- Samizdat 1988-1992 ;
- Temps Tôt 1989-1997 ;
- Xuensè 1994 ;
- Yellow Submarine 1991-1994.

### Bande dessinée
Album
- Les Bandes dessinée de Pierre D. Lacroix, 1983, éditions Les Imagiers, Hull ;

## Expositions

### Individuelles
- 1980 : Pierre D. Lacroix, Congrès de science-fiction et fantastique Boréal II, Salon du Livre de Québec.

### Collectives
- 1983 : Science-fiction au Québec[8], Galerie L'Étrange, Québec ;
- 1988 : Exposition rétrospective science-fiction et fantastique québécois 1979-1988[1], Congrès de science-fiction et fantastique Boréal X, Chicoutimi.

## Discographie
- Ten Little Songs ;
- In The Afternoon ;
- Si fragile ;
- My Little One ;
- Sunshine ;
- The River ;
- Nightwings ;
- Shiver ;
- Waiting ;
- Road To Nowhere ;
- Danse avec moi.

## Distinctions
- 1964 : Lauréat Prix Walt Disney pour le meilleur dessin ;
- 1982 : Lauréat Prix Boréal[1], [9] du meilleur illustrateur ;
- 1987 : Lauréat Prix Boréal[1], [10] du meilleur fanéditeur.